# ベネウェントゥムの戦い
ベネウェントゥムの戦い（イタリア語: Battaglia di Benevento）は紀元前275年にベネウェントゥム（現：ベネヴェント）において、ピュロス率いるエペイロスおよびマグナ・グラエキア連合軍（以下はピュロス軍と記載）と共和政ローマ軍との間で行われた戦闘である。ピュロス戦争における最後の戦闘であり、この戦いを最後にピュロスはイタリア半島から撤退した。

## 経過
ピュロスはイタリア半島での共和政ローマとの 2 度の戦い（ヘラクレアの戦い、アスクルムの戦い (紀元前279年)）に勝利を収めた後、シケリアのギリシア人の要請を受けるとイタリアには守備隊を残して自らはシケリアへ渡ってカルタゴ軍と戦った。彼はシケリアのほとんどを制圧したものの、横暴な態度をとったために現地のギリシア人によって追い出された。イタリアへと戻ったピュロスはイタリアで戦闘を終わらせて、エペイロスへ帰国することを決めた。
紀元前 275 年、ローマ軍はその年の執政官であったマニウス・クリウス・デンタトゥスを将軍として歩兵17,000、騎兵1,200を擁してピュロス軍を迎撃するためにローマから南へ向かい、マルウェントゥムの近郊に陣営地を構築した。ピュロス軍は歩兵20,000（大半がイタリア半島の同盟軍であった）、騎兵3,000および戦象20頭を擁しており、ローマ軍が布陣するマルウェントゥムへ向かった。
ピュロスが放った偵察兵による情報からローマ軍の軍営地の場所を発見したことから、ピュロスはローマの不意を突くべく夜襲作戦を決心した。ピュロスは予定通りに夜襲のために軍を率いたが、ローマ軍営地へ向かうまでに時間が掛かったことで既に陽が昇りつつあった。
一方のローマ軍はピュロス軍が夜襲を仕掛けようとしていることを事前に察知しており、ようやくローマ軍営地へ着いたピュロス軍の攻撃を迎撃し、ピュッロス軍は戦象の半数を失った。
夜襲の翌日、ローマ軍はピュロス軍へ攻勢を仕掛けたが、最初の攻撃はピュロスの巧みな指揮とピュロス軍の重装歩兵の抵抗に遭って不発に終わったが、ローマは第2次の攻撃によって、ピュロス軍の戦象部隊を混乱させ（恐らくは火矢によると考えられる）、ピュロス軍のファランクスを後退させることに成功した。戦場となったベネウェントゥムは戦闘当時は「悪しき風」を意味するマルウェントゥム（Malventum）と呼ばれていたが、戦闘後に「良き風」を意味するベネウェントゥムへ改称された。。

## 結果
地の利を持たず、第1戦目で大きな損害を受けたピュロスはローマ軍とのこれ以上の戦闘を避けて、歩兵8,000および騎兵500を率いてイタリア半島を去り、エペイロスへ帰国した。
ピュロスの帰国後、ローマはマグナ・グラエキアへ攻勢をかけて、紀元前272年にピュロスと傭兵契約を結んでいたタレントゥム（ギリシア語名ではタラス、現：ターラント）を降伏させ、紀元前270年にはマグナ・グラエキアで最後まで独立を維持していたレギウム（ギリシア語名ではレギオン、現：レッジョ・ディ・カラブリア）を陥落させ、ローマはイタリア半島の統一を達成した。
ローマ軍は戦場でこそピュロスに完全に勝利することは出来なかったが、古代ギリシアでも屈指の名将であったピュロスとその指揮する軍隊に戦闘のたびに大損害を強い（cf.ピュロスの勝利）、消耗戦に追い込み、その結果として勝利を収めたことで地中海世界にローマの強大さを確立させた。
また、ベネウェントゥムの戦いはアレクサンドロス3世以来の強力な部隊であったマケドニア式ファランクスに対し、柔軟性や機動性に勝るローマ軍団の優越さを予見させた。なお、ヘレニズム諸国とローマは更に戦いを繰り替えすことになるが、ピュロス以上にローマを苦しめたヘレニズム諸国出身の司令官は結局出なかった。

## 出展・脚注
1. ↑  Colin McEvedy (2011). Cities of the Classical World. Penguin Books 2016年10月22日閲覧。(Google Books)
2. ↑  一例として、国連大学の Valeria Bello はベネヴェントという地名について“Good wind”もしくは“Good event”の意味であると紹介している。Valeria Bello (2016年7月11日). “Mygration Story: Italian Roots and Winds of Change”.   United Nations University. 2016年10月22日閲覧。